# Inno/...e stelle stan piovendo
Inno/...e stelle stan piovendo è un singolo di Mia Martini, pubblicato il 30 aprile 1974 dalla Dischi Ricordi, estratto dall'album È proprio come vivere.

## Brani
Inno
Reduce da tre grandi successi consecutivi, Mia Martini punta su una canzone musicalmente diversa dalle precedenti, che Dario Baldan Bembo (autore della musica) paragona a tutt'oggi a un quadro incompiuto, in quanto la partitura musicale è priva di un preciso ritornello. Difatti, quella che appare come la prima strofa del pezzo è in realtà il ritornello, reiterato per tutta la durata dell'esecuzione con un salto di ottava. Qualitativamente il pezzo richiama un'atmosfera suggestiva, contestualizzata ad una sera d'estate, tra i falò e le canzoni strimpellate alla chitarra. 
Maurizio Piccoli, autore del testo, commentò:
Giovata da un'abbondante promozione radiofonica grazie al programma Gran varietà, nella quale Mia Martini sarà ospite fissa per 5 settimane, il disco viene promosso nel programma televisivo Adesso musica (5 luglio 1974) e successivamente nella trasmissione L'orchestra racconta (10 ottobre 1974), nella quale la cantante calabrese verrà diretta dal maestro Piero Piccioni. Nel mese di settembre presenterà la canzone al Festivalbar (19 settembre 1974), in qualità di ospite e successivamente alla Mostra internazionale di musica leggera a Venezia (28 settembre 1974) per promuovere l'album contenitore È proprio come vivere.
...e stelle stan piovendo
Il brano è scritto e musicato da Maurizio Piccoli. L'autore veneziano ricalca nuovamente su un testo raffinato ed evocativo, parlando dei primi rapporti amorosi (hai rotto tu il mio ramo), degli insuccessi precedenti (le navi affondate), della presa di coscienza di un nuovo amore (tu solo hai soffiato nel cuore mio), fino all'inebriarsi (stasera ho bevuto anch'io).
La metafora più importante del brano, secondo quanto dichiarato dallo stesso Piccoli, è soffiare nel cuore, inteso nel senso di dare dimensione dal nulla, come avviene nell'arte del vetro di Murano. Il significato è dunque hai dato vita al mio cuore.

## Successo e classifiche
Nonostante la raffinatezza di Inno, il disco non riesce ad emulare il successo dei tre singoli precedenti, raggiungendo la 9ª posizione durante il mese di agosto '74.
Tutto questo causa un fenomeno molto particolare nelle vendite del disco. Infatti, è ...e stelle stan piovendo a superare il gradimento di Inno, facendo sì che lo stesso singolo (caso molto raro nella storia italiana dell'hit parade) figuri in classifica con due canzoni diverse, cioè come se fosse costituito da due facciate A. Per questo motivo, la Ricordi si affretta ad effettuare una veloce ristampa del 45 giri, invertendo l'ordine di inserimento dei brani e riconoscendo a ...e stelle stan piovendo il ruolo di brano leader dell'estate 1974.

### ClassificheInno
| Classifica (1974) | Posizione massima | Posizione annuale |
| ----------------- | ----------------- | ----------------- |
| Italia            | 9                 | 68                |

### Classifiche...e stelle stan piovendo
| Classifica (1974) | Posizione massima | Posizione annuale |
| ----------------- | ----------------- | ----------------- |
| Italia            | 10                | 49                |

## Versioni e cover
Nel 1975, Mia Martini realizzò una versione del singolo per il mercato spagnolo:
- 1975 - Himno/...Y Estan Lloviendo Estrellas, Mia Martini (Hispavox – 45-1274).

Tra le cover troviamo:
- 1974 - Versione strumentale del sassofonista Johnny Sax nell'album Johnny Sax Volume IV (Produttori Associati – PAF/LP 3009)
- 1975 - Versione inglese del cantante Bobby Vinton dal titolo I wont' give up, inserita nell'album Heart of Hearts (ABC Records - ABCD-891)
- 1975 - Versione del cantante Bruce Millar dal titolo I won't give up (EMI - EMIJ 11048), al numero 1 in Sudafrica nel 1976.[4].

## Musicisti
- Dario Baldan Bembo: tastiera
- Gigi Cappellotto: basso
- Andy Surdi: batteria
- Salvatore Fabrizio: chitarra
- Maurizio Fabrizio: chitarra
- Sergio Farina: chitarra
- La Bionda: chitarra
- Ernesto Massimo Verardi: chitarra
- Expo 80: cori
- Natale Massara: direttore d'orchestra

## Tracce
1. Inno – 4:25 (testo: Maurizio Piccoli – musica: Dario Baldan Bembo)
2. ...E stelle stan piovendo – 3:36 (Maurizio Piccoli)